# Tesuque Pueblo, New Mexico
Tesuque Pueblo, New Mexico (енгл. Tesuque Pueblo) насељено је место без административног статуса у америчкој савезној држави Њу Мексико.

## Демографија
По попису из 2010. године број становника је 233.
| Група             | 2000.    | 2010.     |
| Белци             | 0 (0,0%) | 1 (0,4%)  |
| Афроамериканци    | 0 (0,0%) | 0 (0,0%)  |
| Азијати           | 0 (0,0%) | 0 (0,0%)  |
| Хиспаноамериканци | 0 (0,0%) | 18 (7,7%) |
| Укупно            | 0        | 233       |